# Jeff Coopwood
Jeff Coopwood est un acteur et compositeur américain né le 29 juin 1958 à Chicago, Illinois (États-Unis).

## Filmographie

### comme acteur
- 1994 : Without Warning (TV) : News reporter
- 1996 : The Making of a Hollywood Madam (TV) : Roberto Segovia
- 1996 : La Couleur du baseball (Soul of the Game) (TV) : Stadium Announcer
- 1996 : Star Trek : Premier Contact (Star Trek: First Contact) : Voice of The Borg (qv) (voix)
- 1997 : Trahison intime (Sleeping with the Devil) (TV) : Police Captain
- 2000 : Love and Basketball : Game Announcer
- 2000 : Freedom Song (en) (TV) : Rev. Dr. Martin Luther King Jr. (voix)
- 2001 : Beethoven 4 (Beethoven's 4th) (vidéo) : Bill
- 2002 : La Famille Delajungle, le film (The Wild Thornberrys Movie) : Tim (Park Ranger) (voix)

### comme compositeur
- 1996 : La Ligne verte